# Alto do Cabrito
Alto do Cabrito é um bairro localizado em Salvador, limitado pelos bairros de Pirajá, Marechal Rondon, Lobato, sendo possível seu acesso pela Avenida Afrânio Peixoto (Suburbana) e pela BR-324.

## História
A ocupação do Alto do Cabrito é uma das mais antigas da cidade, tendo sido palco de batalhas ligadas às lutas pela Independência da Bahia no Século XIX. Seu povoamento data da década de 1950, por ocasião da instalação de uma fábrica de beneficiamento de mamona e, visando garantir o abastecimento de água para a fábrica, represou-se uma parte do rio Camarajipe (ou Camurugipe), formando o Dique do Cabrito. O bairro chamava-se, então, Getúlio Vargas, numa reafirmação do espírito patriótico do local. Provavelmente, sua população original dedicava-se à plantação de hortas, que abasteciam a Feira de São Joaquim. Há indícios de que sua população tenha sido formada por sergipanos vindos de seu estado natal para trabalharem nas fábricas do Subúrbio.
Segundo o IBGE, o bairro possui 1.134 domicílios ocupados em aglomerados subnormais (favelas), com uma média de 3,3 moradores do bairro em domicílios nessa situação. A união com o Loteamento Boa Vista do Lobato resulta no total de 1.366 domicílios.
Segundo pesquisa da Universidade Federal da Bahia, o índice de acesso à educação no bairro é de 105%. Entretanto, o índice de acesso à renda mostrou um dado preocupante: apenas 26% das famílias pesquisadas possuíam renda familiar mensal superior a três salários mínimos. Quando computados o índice de participação cidadã em associações comunitárias, a percentagem vai a 5%.
Ainda assim, o Alto do Cabrito foi um dos bairros que mostraram os melhores índices entre os bairros pesquisados, todos localizados no Subúrbio Ferroviário de Salvador. Sendo um dos melhores da região para viver.
O bairro de Pirajá é uma ramificação do bairro do cabrito, consequência das guerras anteriores pela independência da Bahia.

## Dique do Cabrito
O Dique do Cabrito (também chamado de Dique de Campinas, por estar localizado na área limítrofe dos bairros de Marechal Rondon e Campinas de Pirajá) é um dique que está localizado no alto da bacia hidrográfica do Rio Camarajipe.
A ocupação habitacional no entorno do Dique do Cabrito teve início nos anos 60 e se intensificou no final desse período, com o aparecimento de loteamentos populares na região e os novos trabalhadores que vinham do interior baiano (principalmente do Recôncavo Baiano) e de outros estados do Brasil, atraídos pelas novas indústrias que se instalavam em Salvador - como no Porto Seco Pirajá, nas Granjas Rurais Presidente Vargas e em Paripe, e pelas atividades de exportação do Porto de Salvador.
Segundo dados do Censo Demográfico de 2010 do IBGE, cerca de 55 mil pessoas vivem nos quatro bairros do entorno do Dique do Cabrito: Alto do Cabrito, Boa Vista do Lobato, Marechal Rondon e Campinas de Pirajá.